# Sud-Aviation SA-X-600
Le Sud-Aviation SA-X-600 était un avion de combat à décollage et atterrissage vertical, conçu en 1959 par la société nationalisée Sud-Aviation.